# Jamie Dornan
James Dornan (Holywood, Észak-Írország, 1982. május 1. –) északír színész, modell és zenész.

## Magánélete
2003-ban Dornan egy Asprey fotózáson találkozott Keira Knightley angol színésznővel. Két évig voltak együtt, de végül a pár 2005-ben szakított. 2010-ben Dornan megismerkedett Amelia Warner angol színésznővel, énekes-dalszerzővel, és 2012-ben eljegyezték egymást, 2013-ban pedig összeházasodtak. Három lányuk van.
Dornan ateista. Több interjúban kijelentette, hogy írnek tartja magát.

## Filmográfia

### Film
| Év   | Magyar cím                         | Eredeti cím                       | Szerep                        | Magyar hang            |
| ---- | ---------------------------------- | --------------------------------- | ----------------------------- | ---------------------- |
| 2006 | Marie Antoinette                   | Marie Antoinette                  | Axel von Fersen               | Schmied Zoltán         |
| 2008 |                                    | Beyond the Rave                   | Ed                            |                        |
| 2009 | Árnyak verőfényben                 | Shadows in the Sun                | Joe                           |                        |
| 2009 |                                    | X Returns (rövidfilm)             | X                             |                        |
| 2009 |                                    | Nice to Meet You (rövidfilm)      | fiatalember                   |                        |
| 2014 |                                    | Flying Home                       | Colin                         |                        |
| 2015 | A szürke ötven árnyalata           | Fifty Shades of Grey              | Christian Grey                | Szatory Dávid          |
| 2015 | Az ételművész                      | Burnt                             | Leon Sweeney (törölt jelenet) |                        |
| 2016 | Anthropoid                         | Anthropoid                        | Ján Kubiš                     | Horváth Illés          |
| 2016 |                                    | The Siege of Jadotville           | Pat Quinlan                   |                        |
| 2016 | Louis Drax kilencedik élete        | The 9th Life of Louis Drax        | Dr. Allan Pascal              | Szatory Dávid          |
| 2017 | A sötét ötven árnyalata            | Fifty Shades Darker               | Christian Grey                | Szatory Dávid          |
| 2018 | A szabadság ötven árnyalata        | Fifty Shades Freed                | Christian Grey                | Szatory Dávid          |
| 2018 | Különjárók                         | Untogether                        | Nick                          | Szatory Dávid          |
| 2018 | Személyes háború                   | A Private War                     | Paul Conroy                   | Horváth-Töreki Gergely |
| 2018 | Robin Hood                         | Robin Hood                        | Will Scarlet                  | Szatory Dávid          |
| 2019 | Lezárások, kezdetek                | Endings, Beginnings               | Jack                          | Szatory Dávid          |
| 2019 |                                    | Synchronic                        | Dennis                        |                        |
| 2020 | Trollok a világ körül              | Trolls World Tour                 | Chaz (hangja)                 | Bercsényi Péter        |
| 2020 | A szerelem ösvényein               | Wild Mountain Thyme               | Anthony Reilly                | Szatory Dávid          |
| 2021 | Barb és Star Vista Del Marba megy  | Barb and Star Go to Vista Del Mar | Edgar Pagét                   | Szatory Dávid          |
| 2021 | Belfast                            | Belfast                           | Papa                          | Szatory Dávid          |
| 2023 | Rachel Stone – Mindent vagy semmit | Heart of Stone                    | Parker                        | Szatory Dávid          |
| 2023 | Szeánsz Velencében                 | A Haunting in Venice              | Dr. Leslie Ferrier            | Simon Kornél           |

### Televízió
| Év        | Magyar cím                 | Eredeti cím            | Szerep                         | Megjegyzések                                |
| --------- | -------------------------- | ---------------------- | ------------------------------ | ------------------------------------------- |
| 2011–2013 | Egyszer volt, hol nem volt | Once Upon a Time       | Vadász / Graham Humbert seriff | 9 epizód                                    |
| 2013–2016 | Hajsza                     | The Fall               | Paul Spector                   | 17 epizód                                   |
| 2014      | Az új világ                | New Worlds             | Abe Goffe                      | minisorozat (4 epizód)                      |
| 2018      | Hervé vacsorára            | My Dinner with Hervé   | Danny Tate                     | - tévéfilm - magyar hangja: - Szatory Dávid |
| 2018      | Halál és fülemülék         | Death and Nightingales | Liam Ward                      | 3 epizód                                    |